# La Playosa
La Playosa är en ort i Argentina.   Den ligger i provinsen Córdoba, i den centrala delen av landet, 500 km nordväst om huvudstaden Buenos Aires. La Playosa ligger 175 meter över havet och antalet invånare är 2 376.
Terrängen runt La Playosa är mycket platt, och sluttar österut. Runt La Playosa är det ganska glesbefolkat, med 25 invånare per kvadratkilometer.. Närmaste större samhälle är Pozo del Molle, 13,8 km nordost om La Playosa.
Trakten runt La Playosa består till största delen av jordbruksmark.